# 19-去甲孕酮
19-去甲孕酮（英語：19-Norprogesterone）也叫做19-去甲孕甾-4-烯-3,20-二酮（英語：19-norpregn-4-ene-3,20-dione）是性激素孕酮的结构类似物，只少了19号C原子的甲基。19-去甲孕酮首次合成于1944年，但1944年的产物带有多种立体异构物。